# Matteo Palotta
Matteo Palotta, surnommé Il Palermitano, né vers 1688 à Palerme en Italie et mort le 28 mars 1758 à Vienne en Autriche, est un compositeur italien de musique baroque qui fut actif à la cour des Habsbourg à Vienne.

## Biographie
Matteo Palotta naît vers 1688 à Palerme en Italie, ce qui lui vaut son surnom de « Palermitano »,,,.
Palotta étudie au Conservatoire San Onofrio de Naples, apparemment en même temps que Pergolèse,,. Il est reconnu comme compositeur de musique vocale sacrée dès 1720.
À son retour à Palerme, il obtient un doctorat en théologie et devient chanoine en 1730. Il se consacre avec beaucoup d'ardeur à l'étude de la composition et du contrepoint,.
En 1733, il s'adresse à l'empereur Charles VI et demande le poste de compositeur de musique a cappella à Vienne. Le maître de chapelle de la Cour de Vienne Johann Joseph Fux le recommande chaleureusement et Palotta est nommé compositeur de la cour de Charles VI le 35 février 1733,,,,.
Après la mort de Charles VI en 1740, Palotta est révoqué en 1741 mais il est réintégré en 1749 par l'impératrice Marie-Thérèse,,,,,.
À Vienne, Matteo Palotta est le professeur de Georg Christoph Wagenseil (1715-1777) et de Wenzel Raimund Birck (1718-1763), deux des premiers compositeurs à promouvoir la symphonie classique à Vienne, dans le cadre de l'école préclassique de Vienne (Wiener Vorklassiker Schule ou Frühe Wiener Schule en allemand), qui fut un des principaux centres de la musique pré-classique aux côté de l'école de Mannheim,,,.
Matteo Palotta meurt le 28 mars 1758 à Vienne, à l'âge de 70 ans,,,.

## Style
Une caractéristique particulière de la musique de Palotta est le développement libre du sujet principal et la manière habile dont il le combine avec les contre-sujets,,.
Par ailleurs, selon Sir George Grove, ses œuvres rappellent Antonio Caldara sur de nombreux points,.

## Œuvre

### Écrits
- Gregoriani cantus enucleata praxis et cognitio, traité sur la solmisation (solfège mobile) de Guido d'Arezzo et manuel d'instructions sur les sons d'église[2],[3],[5]

### Compositions musicales
Les bibliothèques de la chapelle de la Cour et de la Gesellschaft der Musikfreunde possèdent un certain nombre de ses messes à 4 à 8 voix, motets, etc., tous écrits dans un style d'église pur et élevé, les parties se déplaçant facilement et naturellement malgré leur contrepoint élaboré,.
Le musicographe François-Joseph Fétis cite de Palotta deux manuscrits :
- Cantionum Benedictus ad Laudes in solemn. matutinis Hebdomadae Sanctae 4 vocum
- Benedictus muinti modi